# مطار هلسنكي فانتا

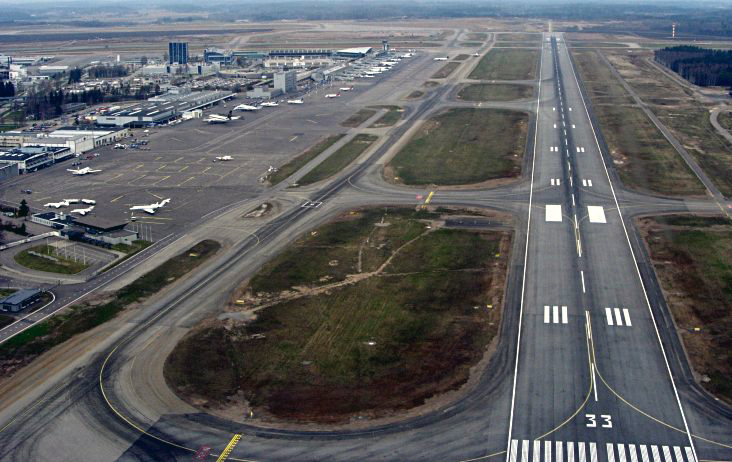
المهبط 33 في مطار هلسنكي فانتا

مطار هلسنكي فانتا (بالفنلندية: Helsinki-Vantaan lentoasema) المطار الدولي الرئيسي لمنطقة هلسنكي الحضرية وكل فنلندا. موجود في فانتا، يبعد حوالي 5 كيلومترات إلى الغرب من حي تيكوريلا في مركز فانتا، و 9.2 ميل بحري شمال مركز هلسنكي. بـُني المطار أصلاً لدورة الألعاب الأولمبية عام 1952 في هلسنكي. خدم المطار 12884500 مسافراً في عام 2010 (بنسبة نمو 2.2 ٪ عن عام 2009) وهو هو رابع أكبر مطار في بلدان الشمال الأوروبي.
تشغل المطار شركة فينافيا المملوكة للدولة والتي تدير المطارات في فنلندا. اختير مطار هلسنكي كأفضل مطار في العالم في دراسة اتحاد النقل الجوي الدولي لهذا الموضوع سنة 1999. وفي عام 2006 مسح لارتياح الزبائن بمطارات العالم وضع مطار هلسنكي كواحد من أفضل المطارات في جميع أنحاء العالم، ووفقاً معدلات التأخير لدى جمعية شركات الطيران الأوروبية عام 2005، كان مطار هلسنكي المطار الأكثر التزاماً بالمواعيد في أوروبا.
توفر مدارج المطار ثلاثة منصة للنمو في المستقبل في حين أن مطار تتسع خارج نطاق الطائرات مثل إيرباص إيه 340 وإيرباص إيه 350، الرئيس السابق بالفعل في الخدمة، وهذا الأخير هو من المقرر ان تدخل الخدمة في مطار هلسنكي مع الفنلندية في العقد المقبل. المطار هو محور الدولية والمحلية لفين إير، الناقل الرسمي الفنلندية. بل هو أيضا مركزا بلو وان، وتقسيم الفنلندية الإقليمية الخطوط الجوية الإسكندنافية. كما تتمركز طيران فنلندا فينكوم في مطار هلسنكي. استخدام ثلاثة مدارج يسمح للمقاصة كفاءة بعيدا عن الثلوج والجليد خلال أشهر الشتاء للحفاظ على فتح المطار.
في نيسان 2010، بدأت شركة آير شاتل النرويجية رحلات من هلسنكي إلى أوسلو وستوكهولم. في أوائل عام 2011 وضعت آير شاتل النرويجية هناك ثلاث طائرات وقدمت رحلات داخلية إلى مطار أولو ومطار روفانييمي يوم 31 مارس 2011.

## شركات الطيران والوجهات

### الركاب
يوفر مطار هلسنكي رحلات بدون توقف إلى 162 وجهة في أكثر من 50 دولة حول العالم تديرها 50 شركة طيران. وتشمل هذه أكثر من 100 مدينة في أوروبا والشرق الأوسط وأكثر من 20 في آسيا و8 في أمريكا الشمالية. تقدم شركات الطيران التالية رحلات جوية في مطار هلسنكي:
| شركـات طيـران                   | الوجهات |
| ------------------------------- | --- |
| طيران إيجيان                    | مطار أثينا الدولي موسمي: Kalamata |
| طيران البلطيق                   | مطار ريغا الدولي |
| الخطوط الجوية الفرنسية          | مطار باريس شارل ديغول |
| BRA Braathens Regional Airlines | مطار ستوكهولم بروما موسمي: Visby |
| Budapest Aircraft Service       | مطار بوري |
| يورو وينجز                      | مطار برلين براندنبرغ |
| فين إير                         | مطار سخيبول أمستردام، مطار سوفارنابومي الدولي، مطار برشلونة الدولي، Bergen، مطار برلين براندنبرغ، مطار بروكسل الدولي، مطار بودابست فرانز ليست الدولي، مطار كوبنهاغن، مطار دالاس فورت ورث الدولي، مطار انديرا غاندي الدولي، مطار حمد الدولي، مطار دبلن الدولي، مطار دوسلدورف الدولي، مطار إدنبرة، مطار فرانكفورت، مطار غازي باشا، مطار غدانسك ليخ فاونسا (تستأنف 31 مارس 2024)، مطار جنيف الدولي، Gothenburg، مطار هامبورغ، مطار هونغ كونغ الدولي، Ivalo، Joensuu، Jyväskylä، مطار كاياني، مطار كيمي تورنيو، مطار كيتيلا، Kokkola، مطار كراكوف، Kuopio، Kuusamo، مطار لشبونة، مطار لندن هيثرو، مطار لوس أنجلوس الدولي، مطار مدريد باراخاس الدولي، مطار مالقة الدولي، مطار مانشستر، Mariehamn، مطار ليناتي، مطار مالبينسا، مطار تشاتراباتي شيفاجي الدولي (تنتهي في 30 يوليو 2023)، مطار ميونخ الدولي، مطار جون إف كينيدي الدولي، مطار كانساي الدولي، مطار أوسلو-غاردرموين، Oulu، مطار باريس شارل ديغول، مطار فاكلاف هافيل الدولي، مطار كيفلافيك الدولي، مطار ريغا الدولي، مطار ليوناردو دا فينشي، Rovaniemi، مطار إنتشون الدولي، مطار شانغهاي بودنغ الدولي، مطار شانغي سنغافورة، مطار ستوكهولم أرلاندا، مطار ستوكهولم بروما (تستأنف 30 أكتوبر 2023)، مطار تالين، مطار طوكيو هانيدا الدولي، مطار ناريتا الدولي، Tromsø، مطار تروندهايم، فارنيس، مطار فآسا، مطار فيينا الدولي، مطار فيلنيوس، مطار وارسو فريدريك شوبان، مطار زيورخ الدولي موسمي: مطار أنطاليا، Billund، Bodø، مطار بولونيا، Chania، مطار أوهير الدولي، مطار دبي الدولي، مطار دوبروفنيك، مطار رامون، مطار كريستيانو رونالدو، مطار كناريا الكبرى، Heraklion، Lanzarote، مطار لارنكا الدولي، مطار ليوبليانا الدولي، مطار ميامي الدولي، مطار نابولي، مطار نيس كوت دازور، مطار ميورقة، Phuket، Rhodes، مطار سالزبورغ، مطار سانتوريني (ثيرا) الوطني، مطار سياتل تاكوما الدولي، مطار سبليت، مطار تينيريفي الجنوبي، مطار البندقية ماركو بولو، Verona، Visby، مطار فروتسواف (تبدأ في 2 إبريل 2024)، مطار زغرب |
| طيران آيسلندا                   | مطار كيفلافيك الدولي |
| الخطوط الجوية اليابانية         | مطار طوكيو هانيدا الدولي |
| خطوط جونياو الجوية              | مطار شانغهاي بودنغ الدولي، مطار تشنغتشو الدولي |
| الخطوط الجوية الملكية الهولندية | مطار سخيبول أمستردام |
| لوفتهانزا                       | مطار فرانكفورت، مطار ميونخ الدولي |
| آير شاتل النرويجية              | مطار أليكانتي، مطار كوبنهاغن، مطار غاتويك، مطار مالقة الدولي، مطار أوسلو-غاردرموين، Rovaniemi، مطار ستوكهولم أرلاندا موسمي: مطار أثينا الدولي، مطار برشلونة الدولي، Burgas، مطار خانية الدولي ‏، مطار دوبروفنيك، مطار لارنكا الدولي، مطار نيس كوت دازور، مطار ميورقة، مطار بيزا الدولي، مطار بريشتينا الدولي، Rhodes، مطار سبليت، مطار تينيريفي الجنوبي، Tivat، مطار البندقية ماركو بولو |
| NyxAir                          | Pärnu، مطار سافونلينا |
| خطوط بيغاسوس                    | مطار أنطاليا، مطار صبيحة كوكجن الدولي |
| رايان إير                       | مطار أليكانتي، مطار بوفيه - تيه، مطار أوريو أل سيريو، مطار بروكسل شارلروا الجنوب، مطار لندن ستانستد، مطار فيينا الدولي، مطار وارسو مودلين موسمي: مطار جرندة كوستا برافا، مطار البندقية ماركو بولو، مطار زادار |
| الخطوط الجوية الإسكندنافية      | مطار كوبنهاغن، مطار أوسلو-غاردرموين، مطار ستوكهولم أرلاندا موسمي عارض: مطار تورينو |
| Sunclass Airlines               | موسمي عارض: مطار خانية الدولي ‏، مطار كناريا الكبرى، Heraklion، مطار لارنكا الدولي، مطار ميورقة، Preveza/Lefkada، Rhodes، مطار سبليت، مطار تينيريفي الجنوبي |
| صن إكسبريس                      | موسمي: مطار عدنان مندريس |
| Trade Air                       | مطار بريشتينا الدولي |
| توي للطيران                     | موسمي عارض: Cancun، مطار كرابي، مطار سانجستر الدولي، Phuket، Punta Cana ‏ |
| TUI fly Nordic                  | موسمي عارض: Boa Vista ‏، Sal، مطار كناريا الكبرى |
| الخطوط الجوية التركية           | مطار إسطنبول الدولي |

## معرض صور

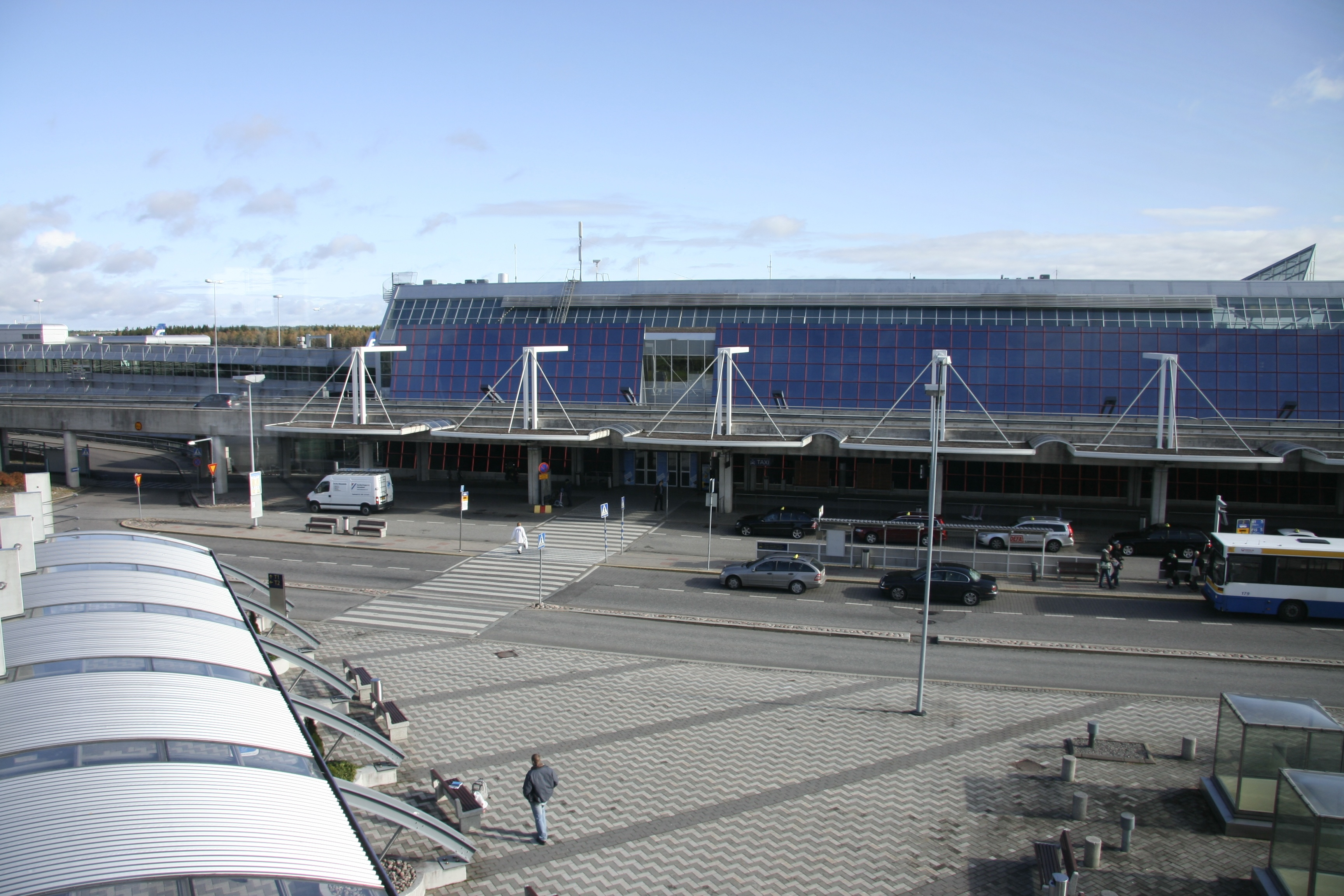
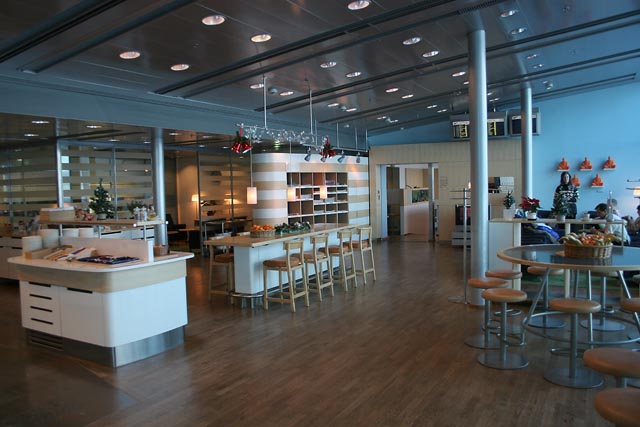
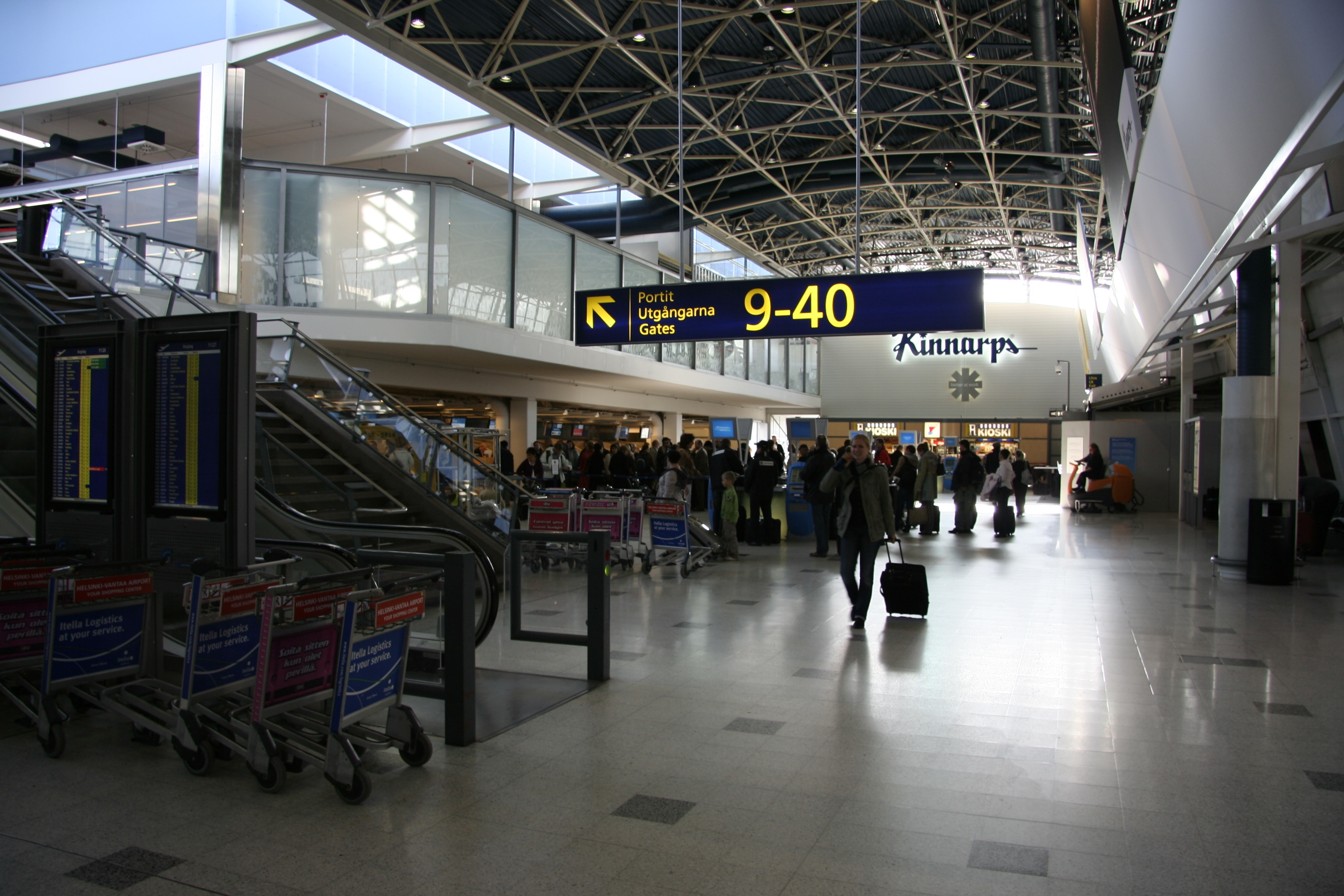
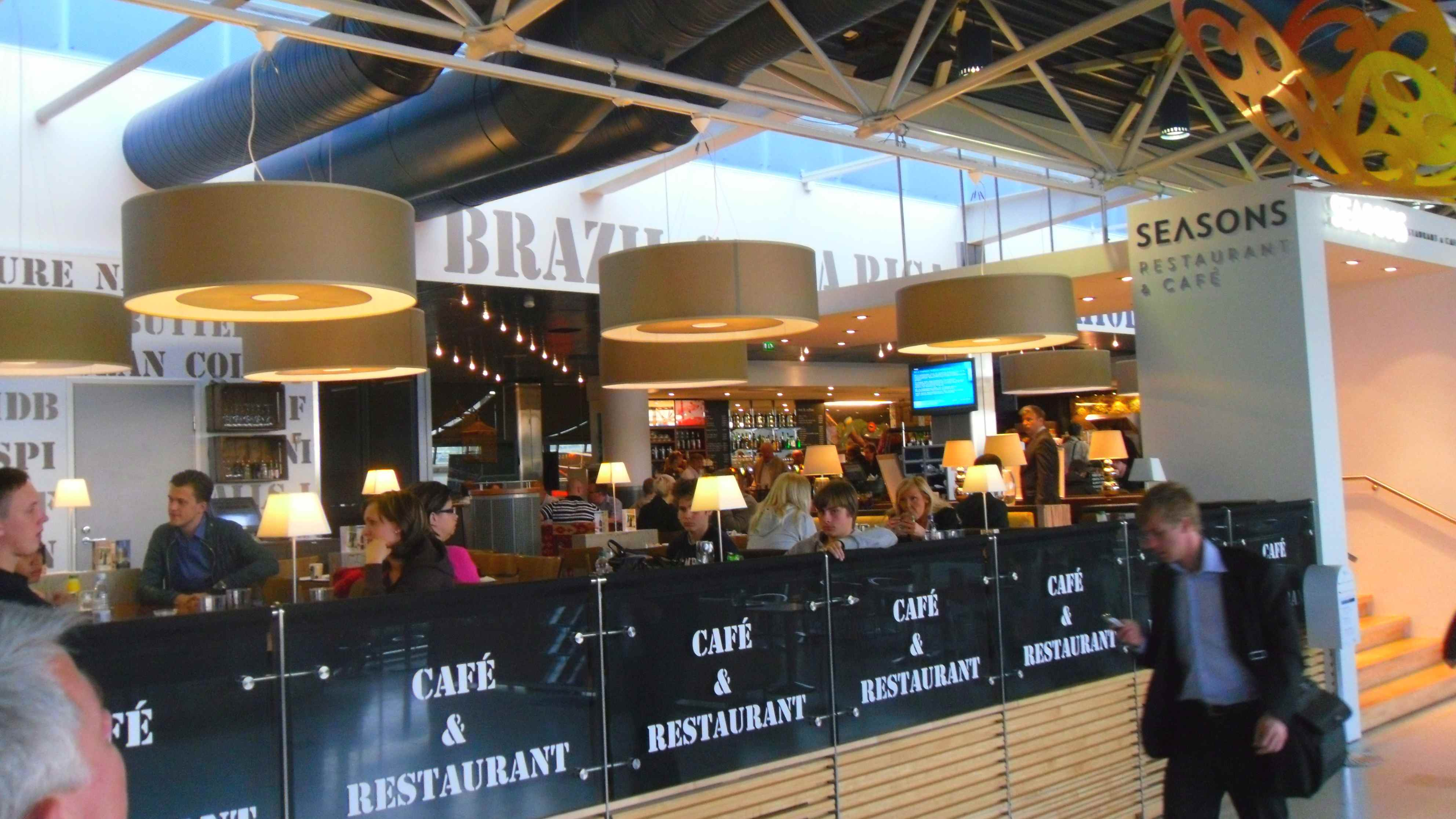

### الشحن
| شركـات طيـران         | الوجهات                 |
| --------------------- | ----------------------- |
| فيديكس إكسبرس         | مطار باريس شارل ديغول   |
| الخطوط الجوية التركية | مطار إسطنبول الدولي     |
| خطوط يو بي إس الجوية  | مطار كولونيا بون الدولي |

| السنة | الرحلات المحلية         | الرحلات المحلية  | الرحلات المحلية | الرحلات المحلية | الرحلات الدولية         | الرحلات الدولية  | الرحلات الدولية | الرحلات الدولية | المجموع                 | المجموع          | المجموع    | المجموع  |
| السنة | الركاب المسافرون للمطار | الركاب المغادرون | المجموع         | % التغير        | الركاب المسافرون للمطار | الركاب المغادرون | المجموع         | % التغير        | الركاب المسافرون للمطار | الركاب المغادرون | المجموع    | % التغير |
| 1998  | 1,456,108               | 1,123,557        | 2,900,145       |                 | 3,224,146               | 2,627,498        | 6,455,035       |                 | 4,680,254               | 3,751,055        | 9,355,180  |          |
| 1999  | 1,408,403               | 1,066,651        | 2,803,127       | -3% ▼           | 3,349,174               | 2,784,964        | 6,763,561       | 5% ▲            | 4,757,577               | 3,851,615        | 9,566,688  | 2% ▲     |
| 2000  | 1,526,521               | 1,177,639        | 3,042,931       | 9% ▲            | 3,443,903               | 2,875,106        | 6,967,023       | 3% ▲            | 4,970,424               | 4,052,745        | 10,009,954 | 5% ▲     |
| 2001  | 1,503,504               | 1,144,497        | 2,999,672       | -1% ▼           | 3,496,334               | 2,897,584        | 7,031,246       | 1% ▲            | 4,999,838               | 4,042,081        | 10,030,918 | 0%       |
| 2002  | 1,377,683               | 1,018,679        | 2,747,862       | -8% ▼           | 3,378,228               | 2,799,241        | 6,862,025       | -2% ▼           | 4,755,911               | 3,817,920        | 9,609,887  | -4% ▼    |
| 2003  | 1,347,755               | 1,000,030        | 2,684,618       | -2% ▼           | 3,479,250               | 2,858,562        | 7,026,302       | 2% ▲            | 4,827,005               | 3,858,592        | 9,710,920  | 1% ▲     |
| 2004  | 1,427,620               | 1,055,904        | 2,836,852       | 6% ▲            | 3,918,357               | 3,110,974        | 7,893,094       | 12% ▲           | 5,345,977               | 4,166,878        | 10,729,946 | 10% ▲    |
| 2005  | 1,407,192               | 1,036,092        | 2,804,304       | -1% ▼           | 4,157,212               | 3,228,850        | 8,328,891       | 6% ▲            | 5,564,404               | 4,264,942        | 11,133,195 | 4% ▲     |
| 2006  | 1,474,137               | 1,061,749        | 2,927,627       | 4% ▲            | 4,578,600               | 3,533,799        | 9,220,154       | 11% ▲           | 6,052,737               | 4,595,548        | 12,147,781 | 9% ▲     |
| 2007  | 1,445,258               | 1,030,566        | 2,875,296       | -2% ▼           | 5,118,611               | 3,787,847        | 10,266,326      | 11% ▲           | 6,563,869               | 4,818,413        | 13,141,622 | 8% ▲     |
| 2008  | 1,359,456               | 971,079          | 2,700,369       | -6% ▼           | 5,342,563               | 3,916,469        | 10,744,071      | 5% ▲            | 6,702,019               | 4,887,548        | 13,444,440 | 2% ▲     |
| 2009  | 1,188,756               | 843,194          | 2,372,885       | -12% ▼          | 5,116,132               | 3,737,701        | 10,238,302      | -5% ▼           | 6,304,888               | 4,580,895        | 12,611,187 | -6% ▼    |
| 2010  | 1,106,291               | 754,852          | 2,207,638       | -7% ▼           | 5,302,073               | 3,843,156        | 10,664,984      | 4% ▲            | 6,408,364               | 4,598,008        | 12,872,622 | 2% ▲     |
| 2011  | 1,356,485               | 926,723          | 2,707,044       | 23% ▲           | 6,066,264               | 4,270,885        | 12,159,027      | 14% ▲           | 7,422,749               | 5,197,608        | 14,866,071 | 15% ▲    |
| 2012  | 1,347,600               | 975,025          | 2,693,151       | -1% ▼           | 6,078,704               | 4,220,869        | 12,164,938      | 0%              | 7,426,304               | 5,195,894        | 14,858,089 | 0%       |
| 2013  | 1,212,379               | 858,700          | 2,431,632       | -10% ▼          | 6,415,166               | 4,425,738        | 12,847,362      | 6% ▲            | 7,627,545               | 5,284,438        | 15,278,994 | 3% ▲     |
| 2014  | 1,252,917               | 874,358          | 2,507,123       | 3% ▲            | 6,719,540               | 4,609,778        | 13,441,715      | 5% ▲            | 7,972,457               | 5,484,136        | 15,948,838 | 4% ▲     |
| 2015  | 1,296,179               | 878,900          | 2,591,724       | 3% ▲            | 6,910,106               | 4,767,663        | 13,830,542      | 3% ▲            | 8,206,285               | 5,646,563        | 16,422,266 | 3% ▲     |
| 2016  | 1,340,595               | 843,665          | 2,679,885       | 3% ▲            | 7,236,008               | 5,101,116        | 14,504,542      | 5% ▲            | 8,576,603               | 5,944,781        | 17,184,427 | 5% ▲     |
| 2017  | 1,365,773               | 848,398          | 2,731,454       | 2% ▲            | 8,063,135               | 5,548,772        | 16,160,932      | 11% ▲           | 9,428,908               | 6,397,170        | 18,892,386 | 10% ▲    |
| 2018  | 1,479,644               | 882,085          | 2,955,100       | 8% ▲            | 8,929,667               | 5,847,559        | 17,893,649      | 11% ▲           | 10,409,311              | 6,729,644        | 20,848,749 | 10% ▲    |
| 2019  | 1,471,681               | 843,761          | 2,929,779       | -1% ▼           | 9,444,724               | 5,914,677        | 18,931,303      | 6% ▲            | 10,916,405              | 6,758,438        | 21,861,082 | 5% ▲     |
| 2020  | 505,989                 | 321,428          | 998,512         | -66% ▼          | 2,063,113               | 1,277,883        | 4,054,622       | -79% ▼          | 2,569,102               | 1,599,311        | 5,053,134  | -77% ▼   |
| 2021  |                         |                  |                 | - % ▼           |                         |                  |                 | - % ▼           |                         |                  | 4,261,530  | -15% ▼   |